# Tanacetum porphyrostephanum
Tanacetum porphyrostephanum — вид рослин з роду пижмо (Tanacetum) й родини айстрових (Asteraceae).

## Середовище проживання
Ендемік Афганістану.